# Shunji Isaki
Shunji Isaki (伊崎俊二?, Isaki Shunji, spesso traslitterato anche come Izaki; Prefettura di Fukuoka, 5 febbraio 1892 – Golfo di Kula, 13 luglio 1943) è stato un ammiraglio giapponese, attivo nella seconda guerra mondiale.
Si arruolò nella Marina imperiale giapponese nel 1914 e si specializzò in naviglio silurante, in particolare nei cacciatorpediniere. Fece esperienza come ufficiale addetto ai tubi lanciasiluri sugli incrociatori leggeri nel corso degli anni venti, per poi passare ai cacciatorpediniere di seconda classe in qualità di ufficiale comandante: fu capitano di cinque diverse unità tra il 1926 e il 1931, anno nel quale fu promosso capitano di fregata. Fu quindi trasferito al Distretto di guardia di Mako per circa due anni e, dal 1934, riprese a servire per lo più in mare, avendo ai suoi ordini dapprima due divisioni di cacciatorpediniere e poi, alla fine degli anni trenta, tre diversi incrociatori. Capitano di vascello, comandò brevemente l'incrociatore pesante Maya prima di essere assegnato a Kure (novembre 1941) per supervisionare le strutture portuali militari. Durante questo incarico divenne contrammiraglio e nel gennaio 1943 fu messo a capo della 2ª Squadriglia cacciatorpediniere. A luglio fu incaricato di scortare una missione di rinforzo del Tokyo Express nelle isole Salomone centrali e rimase ucciso all'inizio della battaglia di Kolombangara, pur vinta alla fine dai giapponesi. Affondò con la sua nave ammiraglia nel Golfo di Kula.

## Biografia

### Inizio della carriera
Shunji Isaki nacque il 5 febbraio 1892 nella prefettura di Fukuoka. In giovane età s'iscrisse all'Accademia navale di Etajima, studiò nella 42ª classe e si diplomò il 19 dicembre 1914, ventitreesimo su 117 allievi; ottenne il brevetto di aspirante guardiamarina e fu imbarcato sull'incrociatore protetto Soya, catturato ai russi alla conclusione della battaglia di Tsushima: su questa unità effettuò la crociera d'addestramento all'estero. Rientrato in Giappone, il 27 agosto 1915 fu trasferito alla nave da battaglia Kashima a bordo della quale fu passato al grado di guardiamarina il 13 dicembre dello stesso anno. Rimase nell'equipaggio della corazzata fino al 1º dicembre 1916, quando passò all'incrociatore protetto Chikuma; il 27 ottobre 1917 fu nuovamente spostato, entrando nelle file dell'unità sorella Hirado, ma solo per breve tempo. Infatti il 1º dicembre fu promosso sottotenente di vascello e avviato al Corso base della Scuola di artiglieria navale a Yokosuka, della durata di circa sei mesi, e il 20 maggio 1918 iniziò il Corso base alla Scuola siluristi. Conclusa la preparazione affrontò un altro periodo di servizio in mare, dapprima nell'equipaggio della nuova nave da battaglia Yamashiro (1º dicembre), in seguito a bordo del veterano incrociatore corazzato Yakumo.

### Gli anni venti e trenta
Il 10 maggio 1920 Isaki fu imbarcato sul nuovo incrociatore da battaglia Hiei per completare la sua preparazione iniziale. A dispetto delle esperienze su grandi unità, egli era più interessato al naviglio leggero e pertanto, il 1º dicembre, fu avviato al Corso avanzato della Scuola siluristi con contemporanea promozione a tenente di vascello. Il corso durò un anno circa e al termine Isaki fu assegnato al cacciatorpediniere di seconda classe Momo, sul quale servì per due anni esatti e maturò esperienza con questo genere di nave militare. Il 1º dicembre 1923 fu trasferito al moderno cacciatorpediniere di squadra Minekaze, nave ammiraglia di divisione, e assunse il posto di ufficiale capo all'armamento silurante; un anno più tardi, con le stesse mansioni, passò all'innovativo incrociatore leggero Yubari: l'unità si trovava in quel momento in cantiere per danni alle turbine, causati nel corso delle prove di velocità, e tornò in servizio nell'aprile 1925. Sullo Yubari, Isaki visse una lunga crociera di collaudo e messa a punto nell'oceano Pacifico occidentale. Il 1º dicembre dello stesso anno, secondo i nuovi ordini, si trasferì a bordo dell'incrociatore leggero Sendai, sempre in qualità di comandante delle batterie di lanciasiluri: anche questo incrociatore era nuovo di zecca, essendo stato completato circa un anno prima. Acquisita una solida conoscenza sull'impiego dei siluri, a Isaki fu affidato il comando del cacciatorpediniere di seconda classe Nara il 1º novembre 1926 ed esattamente un mese più tardi acquisì i gradi di capitano di corvetta. Guidò la piccola unità per un anno e assunse poi il comando del pari tipo Kuri, sul quale rimase un po' più a lungo: infatti solamente il 30 novembre 1929 divenne comandante di un altro cacciatorpediniere di seconda classe, l'Ashi.

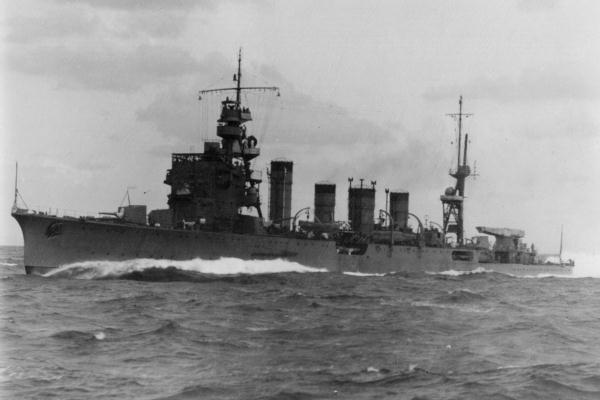
L'incrociatore Jintsu: nel 1943 divenne nave ammiraglia di Isaki dopo che questi aveva assunto il comando della 2ª Squadriglia

Isaki continuò la lunga sequela di incarichi in mare con una nuova assegnazione, pervenutagli il 1º dicembre 1930, che lo eleggeva nuovo comandante del cacciatorpediniere di squadra Asanagi, unità in servizio dal 1925. Il 1º dicembre 1931 fu promosso capitano di fregata e, curiosamente, gli venne affidato il comando comulativo anche di una delle unità gemelle dello Asanagi, lo Yunagi. Isaki esercitò tale doppio comando a lungo e soltanto ben dentro il 1932 fu trasferito. Il 15 settembre di quell'anno fu destinato al complesso di forze che la Marina imperiale giapponese schierava nelle acque dell'isola di Formosa; si trattava per lo più di unità di fanteria e di naviglio leggero che facevano riferimento al Distretto di guardia di Mako, deputato appunto a sorvegliare lo Stretto di Formosa, le Pescadores e le coste della Cina meridionale. Isaki fu integrato nello stato maggiore del Distretto ed ebbe paralleli incarichi anche nella fortezza di Kirun. Tornò in mare con il cacciatorpediniere Shikinami, del quale era divenuto comandante il 28 aprile 1934; non mantenne comunque a lungo questa posizione, poiché il 15 novembre fu trasferito alla testa della 21ª Divisione torpediniere, composta dalle unità della criticata classe Chidori. Il 22 febbraio 1935 lasciò la divisione, fece rapporto e fu provvisoriamente assegnato al 1º Distretto navale con quartier generale a Yokosuka. Il nuovo incarico, a decorrere dal 1º aprile, fu il comando della 9ª Divisione cacciatorpediniere; Isaki lo ricoprì per oltre due anni, nel corso dei quali ebbe la necessaria promozione a capitano di vascello (1º dicembre 1936), e cedette il comando del reparto il 1º dicembre 1937 per assumere la guida della 7ª Divisione cacciatorpediniere, formata da esemplari della classe Fubuki e impegnata nel teatro di guerra cinese. Il 15 dicembre 1938 Isaki tornò a bordo dell'incrociatore leggero Sendai, questa volta come comandante, e continuò a partecipare alle operazioni lungo le coste cinesi. Il 15 novembre 1939 divenne capitano dell'incrociatore pesante Mogami, una moderna unità che, tuttavia, si trovava ferma in arsenale per il potenziamento della batteria principale: Isaki, pertanto, ebbe il comando cumulativo dell'incrociatore leggero Jintsu sino al 5 dicembre, quando gli subentrò il capitano di vascello Masatomi Kimura.

### La prima fase della guerra
Il 1º novembre 1940 Isaki fu riconfermato comandante del Mogami che era tornato in linea ma, nuovamente, dovette farsi carico di un comando supplementare – la vecchia nave da battaglia Settsu declassata a nave bersaglio. La doppia mansione, comunque, cessò già il 28 novembre e Isaki seguitò a comandare il Mogami sino all'8 gennaio 1941. Egli fece rapporto al 1º Distretto navale di Yokosuka e vi lavorò per i circa tre mesi seguenti. Il 15 aprile dello stesso anno acquisì il comando dell'incrociatore pesante Maya, gemello del Mogami e con il quale, presumibilmente, completò un altro periodo di servizio al fronte in Cina. Il 18 agosto fu richiamato per incarichi a terra e assegnato al 2º Distretto navale, con quartier generale a Kure; si recò proprio in città e il 1º novembre assunse il posto di responsabile generale per le strutture portuali. Isaki doveva rimanere a lungo in questa veste, anche dopo l'inizio delle ostilità con gli Alleati, ma ricevette la promozione a contrammiraglio il 1º novembre 1942. All'inizio del 1943 lo stato maggiore generale gli notificò che era stato scelto per succedere al comando della 2ª Squadriglia cacciatorpediniere, importante componente della 2ª Flotta di stanza a Truk. Isaki si recò all'atollo dove si trovava l'ammiraglia di squadriglia, l'incrociatore leggero Jintsu, e rimpiazzò ufficialmente il pari grado Tomiji Koyanagi il 21 gennaio. In realtà Isaki non aveva quasi nessun cacciatorpediniere a disposizione, perché dovette cederne temporaneamente alla 3ª Squadriglia del contrammiraglio Shintarō Hashimoto che, dalle isole Shortland, aveva il compito di evacuare le forze giapponesi a Guadalcanal a cominciare dal 1º febbraio. Nel contesto di questa operazione Ke, Isaki seguì la 2ª Flotta con la sua menomata squadriglia in manovre a nord delle isole Salomone, che distrassero le forze statunitensi e facilitarono lo sgombero via mare, completato il 7 febbraio. Nelle settimane e mesi successivi la Marina imperiale continuò a distaccare i cacciatorpediniere di squadra in missioni di trasporto truppe, di evacuazione o di difesa del traffico marittimo, preservando invece le grandi unità per un'attesa battaglia decisiva. I cacciatorpediniere cominciarono perciò a operare slegati dalla squadriglia o addirittura dalla divisione d'appartenenza e subirono un costante logorio. Dalle fonti si evince che Isaki rimase nella zona di Truk con il Jintsu, impegnato in sessioni d'addestramento.

### La morte in battaglia

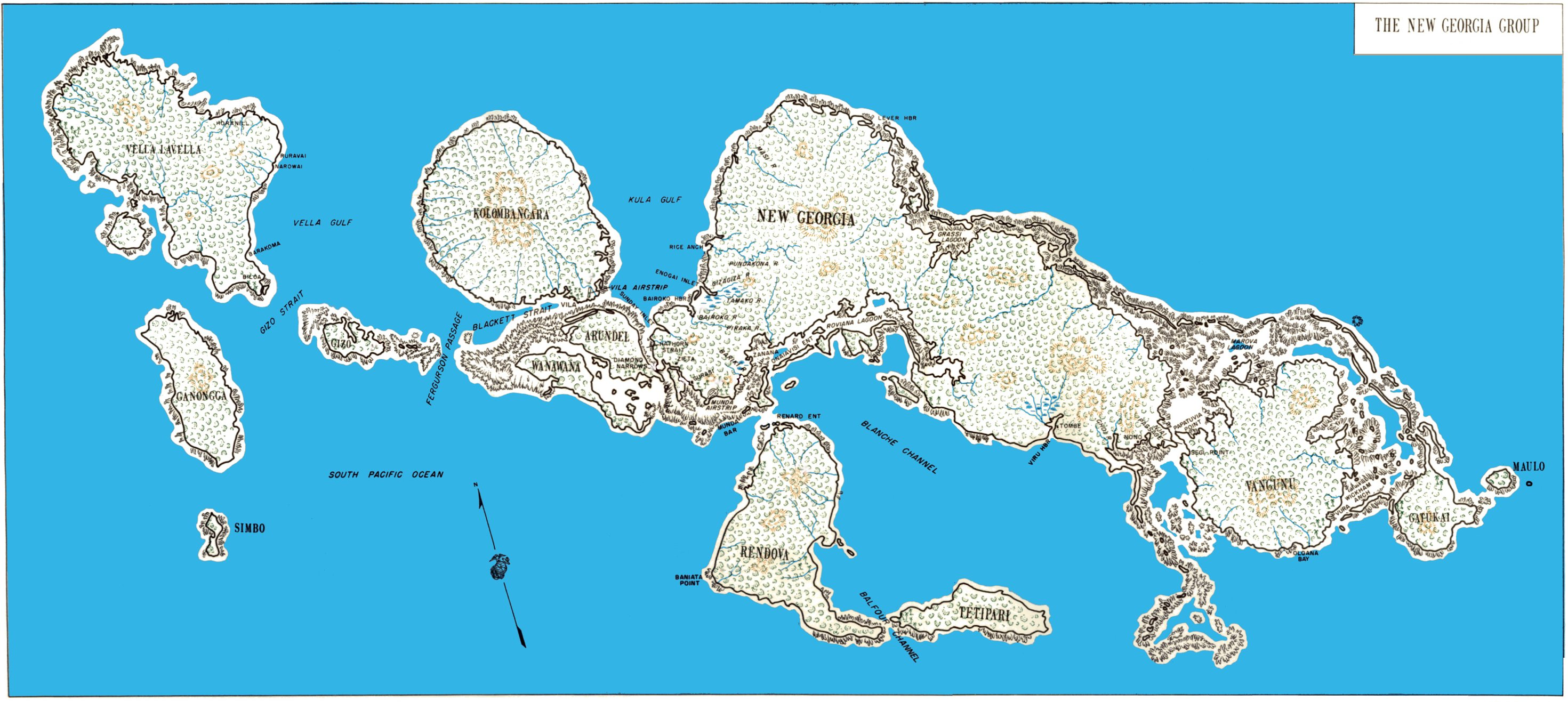
La Nuova Georgia e le isole vicine: il Golfo di Kula, dove morì Isaki, è al centro

Verso la metà di giugno Isaki salpò con il Jintsu carico di personale tecnico appartenente alla portaerei Junyo e lo fece scendere all'isolotto di Roi-Namur a Kwajalein, prima di tornare a Truk per proseguire le esercitazioni. Il 30 giugno le forze statunitensi iniziarono le operazioni anfibie sul gruppo delle isole della Nuova Georgia e l'8ª Flotta, responsabile del settore, richiese l'appoggio della Flotta Combinata allo scopo di proteggere meglio i viaggi notturni del Tokyo Express, diretti ora alla Nuova Georgia ora all'isola di Kolombangara. A inizio luglio Isaki ebbe ordine di partire per Rabaul con al seguito il cacciatorpediniere Kiyonami e prepararsi a condurre una missione di rinforzo per la notte del 12-13. Alla piazzaforte Isaki radunò il gruppo di scorta/copertura, nel quale solo il Kiyonami era effettivamente membro della 2ª Squadriglia; lo Yukikaze e lo Hamakaze provenivano infatti dalla 10ª Squadriglia, lo Yugure dalla 4ª Squadriglia e il Mikazuki dall'8ª Flotta che fornì il gruppo da trasporto (altri quattro cacciatorpediniere carichi di 1 200 uomini). Isaki salpò prima dell'alba del 12 luglio e si unì in mattinata al gruppo da trasporto, partito da Buin e che doveva far sbarcare le truppe a Vila, sulla costa sud di Kolombangara; egli prese una rotta molto adoperata dai giapponesi, che da nord attraversava il Golfo di Kula per approcciare Vila da est. Un ricognitore statunitense localizzò le navi nipponiche nelle ultime ore del 12 e allertò il Task Group 36.1 del contrammiraglio Walden Ainsworth, forte di tre incrociatori leggeri, dieci cacciatorpediniere e delle informazioni fornite da Ultra. Non appena doppiata Kolombangara, Isaki distaccò il gruppo da trasporto e si portò con la squadriglia al largo; subito lo Yukikaze localizzò con il proprio radar alcuni contatti. Isaki ordinò il lancio simultaneo di siluri ma subito dopo il comandante del Jintsu, capitano Sato, fece accendere il proiettore da ricerca: ciò ne rivelò la posizione e fu bersagliato dagli incrociatori americani con oltre 2 600 granate da 152 mm; inoltre un siluro centrò l'ammiraglia. Non è chiaro se fu questo ordigno o la pioggia di proietti a demolire il ponte di comando, ma è certo che nei primi minuti esso fu distrutto e rimasero uccisi Isaki, Sato e il suo vice. Il Jintsu andò alla deriva e iniziò ad affondare, mentre lo Yukikaze ordinava una manovra di disimpegno e un secondo lancio, per poi guidare il ripiegamento nipponico. Lo sciame di siluri seminò la distruzione nella squadra statunitense che interruppe il combattimento. Il Jintsu affondò alle 01:48 del 13 luglio, portando con sé oltre 480 morti, ma le altre unità della 2ª Squadriglia riuscirono a tornare a Rabaul seguite dall'indenne gruppo trasporto.
Isaki ebbe la promozione postuma a viceammiraglio.